# 시베쓰정
시베쓰정(일본어: 標津町)은 일본 홋카이도 네무로 진흥국 관내의 시베쓰군에 있는 정이다.
일본의 유수한 연어 산지로 알려져 있으며 정명의 유래는 아이누어의 ‘시펫’(Сипэт, 큰 강)이다.

## 지리
네무로 진흥국 관내의 중부에 위치한다. 북쪽은 쇼쿠베쓰강에서 라우스정과 접하고 북서·서쪽은 샤리산을 시작으로 하는 시레토코 연산을 경계로 샤리정·기요사토정과 접한다. 남서쪽은 나카시베쓰정, 남쪽은 베쓰카이정과 접한다. 정 서부는 시레토코 연산에서 이어지는 산지·대지(곤센 대지)이지만 동부는 시베쓰강·주루이강 등 중소 하천가에 저습 평지가 펼쳐져 있다. 동쪽은 네무로 해협과 접하고 있어 해안에서는 구나시리섬을 바라볼 수 있다. 남부에서 해협으로 돌출된 사주와 노쓰케 반도 일대는 후렌호와 함께 노쓰케후렌 도립 자연공원으로 지정되어 있다.
구시로시에서 북동쪽으로 약 120km, 네무로시에서 북서쪽으로 약 95km, 나카시베쓰정에서 동쪽으로 약 20km 떨어진 곳에 위치한다. 일본 최동단의 ‘특별폭설지대’이다.

## 역사
- 1923년 - 2급 정촌제가 시행되어 시베쓰촌이 설치되었다.
- 1946년 - 시베쓰촌의 일부를 나카시베쓰촌(현 나카시베쓰정)으로 분리하였다.
- 1958년 - 정으로 승격해 시베쓰정이 되었다.

## 경제
축산업이 대부분으로 인근의 나카시베쓰정, 베쓰카이정과 함께 낙농업 지대를 형성하고 있다. 그 밖에 사탕무 재배도 행해진다. 풍부한 삼림 자원을 배경으로 임업도 행해진다. 어업은 예로부터 번성해 특히 연어가 많이 잡히고 가을 연어는 일본 유수의 어획량을 자랑한다. 연어·송어의 연 어획량은 약 17,000톤이다. 가리비 어획도 많다. 인접하는 라우스정과는 다르게 다시마 등의 채집은 행해지지 않는다.

## 교통

### 도로
- 국도 244호선
- 국도 272호선
- 국도 335호선

## 기후
| 시베쓰정의 기후                                              | 시베쓰정의 기후 | 시베쓰정의 기후 | 시베쓰정의 기후 | 시베쓰정의 기후 | 시베쓰정의 기후 | 시베쓰정의 기후 | 시베쓰정의 기후 | 시베쓰정의 기후 | 시베쓰정의 기후 | 시베쓰정의 기후 | 시베쓰정의 기후 | 시베쓰정의 기후 | 시베쓰정의 기후 |
| 월                                                           | 1월             | 2월             | 3월             | 4월             | 5월             | 6월             | 7월             | 8월             | 9월             | 10월            | 11월            | 12월            | 연간            |
| ------------------------------------------------------------ | --------------- | --------------- | --------------- | --------------- | --------------- | --------------- | --------------- | --------------- | --------------- | --------------- | --------------- | --------------- | --------------- |
| 역대 최고 기온 °C (°F)                                       | 7.9 (46.2)      | 9.7 (49.5)      | 17.6 (63.7)     | 30.0 (86.0)     | 32.1 (89.8)     | 33.7 (92.7)     | 33.9 (93.0)     | 35.0 (95.0)     | 32.7 (90.9)     | 26.5 (79.7)     | 19.0 (66.2)     | 15.0 (59.0)     | 35.0 (95.0)     |
| 일평균 최고 기온 °C (°F)                                     | −1.4 (29.5)     | −1.4 (29.5)     | 2.2 (36.0)      | 8.0 (46.4)      | 12.9 (55.2)     | 15.7 (60.3)     | 19.2 (66.6)     | 21.9 (71.4)     | 20.4 (68.7)     | 15.3 (59.5)     | 8.3 (46.9)      | 1.4 (34.5)      | 10.2 (50.4)     |
| 일일 평균 기온 °C (°F)                                       | −5.4 (22.3)     | −5.5 (22.1)     | −1.6 (29.1)     | 3.4 (38.1)      | 8.1 (46.6)      | 11.5 (52.7)     | 15.4 (59.7)     | 18.0 (64.4)     | 16.1 (61.0)     | 10.4 (50.7)     | 3.8 (38.8)      | −2.6 (27.3)     | 6.0 (42.7)      |
| 일평균 최저 기온 °C (°F)                                     | −10.9 (12.4)    | −11.0 (12.2)    | −6.0 (21.2)     | −0.6 (30.9)     | 4.1 (39.4)      | 8.4 (47.1)      | 12.6 (54.7)     | 14.9 (58.8)     | 11.9 (53.4)     | 5.2 (41.4)      | −1.0 (30.2)     | −7.6 (18.3)     | 1.7 (35.0)      |
| 역대 최저 기온 °C (°F)                                       | −26.3 (−15.3)   | −31.5 (−24.7)   | −26.4 (−15.5)   | −13.7 (7.3)     | −3.2 (26.2)     | −0.3 (31.5)     | 3.0 (37.4)      | 6.0 (42.8)      | 0.8 (33.4)      | −4.4 (24.1)     | −14.1 (6.6)     | −19.5 (−3.1)    | −31.5 (−24.7)   |
| 평균 강수량 mm (인치)                                        | 38.0 (1.50)     | 28.0 (1.10)     | 54.3 (2.14)     | 82.8 (3.26)     | 109.8 (4.32)    | 111.9 (4.41)    | 123.1 (4.85)    | 161.2 (6.35)    | 174.5 (6.87)    | 125.2 (4.93)    | 78.5 (3.09)     | 62.4 (2.46)     | 1,154.4 (45.45) |
| 평균 강수일수 (≥ 1.0 mm)                                     | 8.2             | 6.7             | 8.4             | 10.2            | 10.9            | 10.0            | 12.3            | 13.4            | 12.6            | 10.6            | 9.9             | 9.3             | 122.5           |
| 평균 월간 일조시간                                           | 144.9           | 159.3           | 178.4           | 177.8           | 169.4           | 129.4           | 117.8           | 123.6           | 142.4           | 153.1           | 140.3           | 138.0           | 1,774.4         |
| 출처: 일본 기상청 (평년값: 1991년~2020년, 극값: 1977년~현재) |                 |                 |                 |                 |                 |                 |                 |                 |                 |                 |                 |                 |                 |